# Höchstädt an der Donau

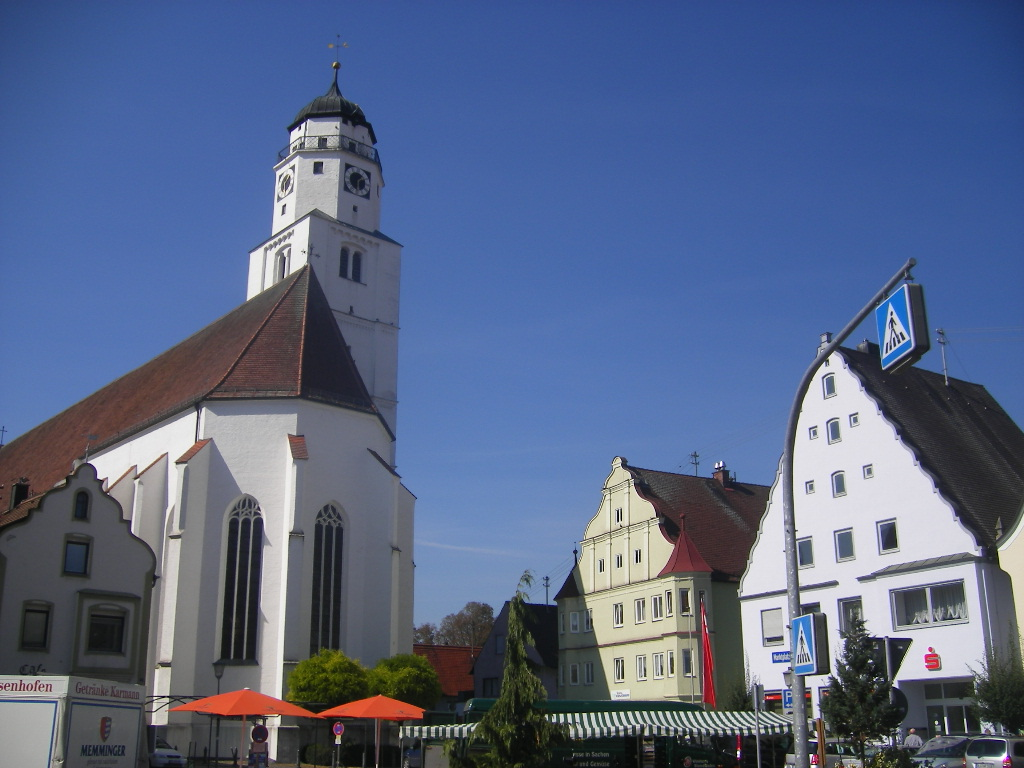
Höchstädt an der Donau

Höchstädt an der Donau este un oraș din districtul  Dillingen an der Donau, regiunea administrativă Șvabia, landul Bavaria, Germania.